# Redemption (televisieserie)
Redemption is een zesdelige misdaadserie uit 2022 van Virgin Media Television in samenwerking met ITV. De serie werd initieel uitgezonden op het Ierse Virgin Media One in april 2022. In Vlaanderen werd deze per twee afleveringen uitgezonden door Eén in maart en april 2023.

## Verhaal
Colette Cunningham - die op jonge leeftijd weduwe werd - werkt bij de politie in Liverpool. Op een dag krijgt ze telefoon uit Dublin: Stacey Lockley overleed aan een overdosis medicijnen. Daar Colette geen "Stacey Lockley" kent, is ze van mening dat de politie een andere "Colette Cunningham" zoekt. Doch men blijft beweren dat zij de persoon is die men zoekt. Wanneer Colette verneemt over een specifieke moedervlek op het lichaam beseft ze dat dit haar dochter Kate zou kunnen zijn. Kate verdween twintig jaar eerder met de noorderzon na een ruzie. Colette reist af naar Dublin waar dit vermoeden wordt bevestigd. Kate heeft haar naam destijds veranderd naar Stacey Lockley.
Tot haar verbazing heeft Stacey twee tienerkinderen: Cara en Liam. Dat is niet alles: Stacey heeft bij een notaris enkele dagen voor haar overlijden een testament laten opstellen waarin staat dat Colette Cunningham moet worden aangesteld als wettelijke voogd van Cara en Liam moest zij komen te sterven. Volgens de notaris wilde Stacey vermijden dat deze worden toegewezen aan haar gescheiden man: deze keek nooit om naar de kinderen en heeft zich sinds de scheiding niet meer getoond.
Colette haar overplaatsing naar de politie in Dublin wordt goedgekeurd. Het dossier "Stacey Lockley" wordt gesloten: omwille van onder andere dat testament en het feit dat Stacey door haar werkgever werd beschuldigd van "diefstal van medicijnen" is het overduidelijk dat ze zelfmoord pleegde. Colette wil die conclusie weerleggen en start stiekem haar eigen onderzoek. Ze ontdekt mettertijd dat Ross Corby - het vriendje van Cara - drugs verkoopt in opdracht van Eoin Molony die op zijn beurt grote schulden heeft bij Niall Kilduff. Het bedrijf waar Stacey werkte, deed een intern onderzoek waaruit blijkt dat zij niets stal.
Toevallig komen collega's Siobhán en Patrick achter Colette's "geheime onderzoek" en beslissen haar te helpen. Uiteindelijk kan men bewijzen dat Stacey het drugsnetwerk wilde aangeven bij de politie. Onder dwang van Eoin deed Ross een slaapmiddel in een drankje van Stacey en bracht haar bewusteloos naar Eoin. Eoin gaf haar vervolgens via injectie een overdosis.

## Rolverdeling
| Acteur             | Personage          |
| ------------------ | ------------------ |
| Paula Malcomson    | Colette Cunningham |
| Abby Fitz          | Cara Lockley       |
| Scott Graham       | Ross Corby         |
| Thaddea Graham     | Siobhán Wilson     |
| Ian Lloyd Anderson | Niall Kilduff      |
| Evan O'Connor      | Liam Lockley       |
| Keith McErlean     | Patrick Fannon     |
| Moe Dunford        | Eoin Molony        |
| Siobhán McSweeney  | Jane Connolly      |